# Lycke landskommun
Lycke landskommun var en tidigare kommun i dåvarande Göteborgs och Bohus län.

## Administrativ historik
När 1862 års kommunalförordningar började gälla inrättades över hela landet cirka 2 400 landskommuner, de flesta bestående av en socken. Därutöver fanns 89 städer och 8 köpingar, som då blev egna kommuner. Denna kommun bildades då i Lycke socken i Inlands Södre härad i Bohuslän.
Vid kommunreformen 1952 uppgick kommunen i Hermansby landskommun som 1971 uppgick i Kungälvs kommun.